# Mary Zophres

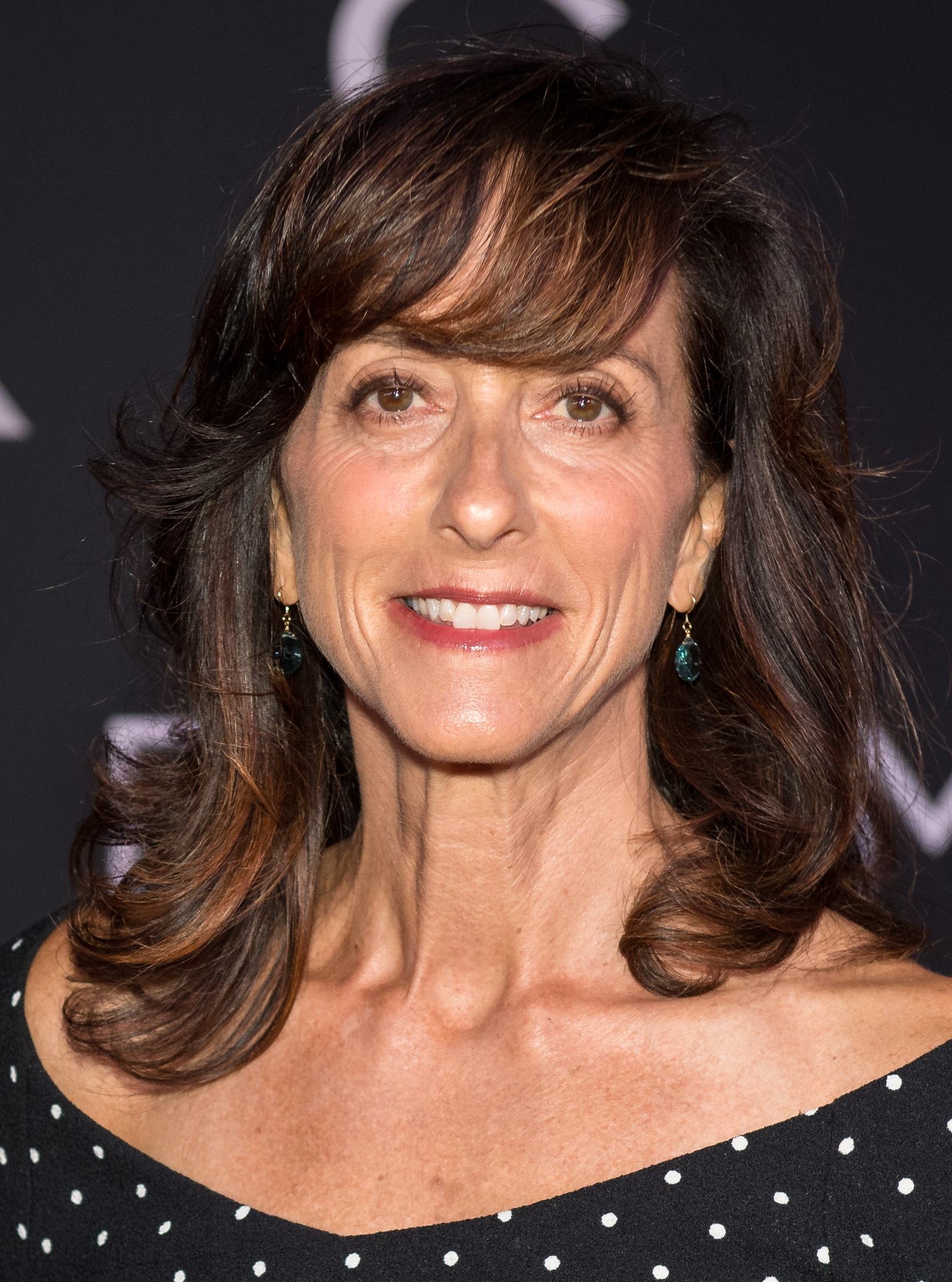
Mary Zophres

Mary Zophres (* 23. März 1964 als Maria Zafeiropoulou in Fort Lauderdale, Florida) ist eine US-amerikanische Kostümbildnerin.

## Leben
Ende der 1980er Jahre begann Zophres mit der Arbeit als Kostümbildnerin für den Film Geboren am 4. Juli. Zu den bekanntesten Filmen, an denen sie mitwirkte, gehören u. a. The Big Lebowski, Verrückt nach Mary, No Country for Old Man oder Iron Man 2. Besonders intensiv war die Zusammenarbeit mit den Brüdern Ethan und Joel Coen, für die sie bereits in mehr als zehn Filmen arbeitete.
2000 erhielt sie für O Brother, Where Art Thou? eine Nominierung für das beste Kostümdesign bei den Sierra Awards, 2003 folgte für Catch Me If You Can in der gleichen Kategorie eine Nominierung bei den British Academy Film Awards. 2009 gewann sie den Saturn Award für Indiana Jones und das Königreich des Kristallschädels.
Bei der Oscarverleihung 2011 wurde Zophres für ihre Arbeit an True Grit für den Oscar in der Kategorie Bestes Kostümdesign nominiert. Auch bei den BAFTA-Awards, den Critic’s Choice Award, den Sierra Awards und den PFCS-Awards war sie für diesen Film nominiert. Weitere Oscar-Nominierungen erhielt sie für das Filmmusical La La Land (2016), den Western The Ballad of Buster Scruggs (2018) und das Filmepos Babylon – Rausch der Ekstase (2022).

## Filmografie (Auswahl)
- 1989: Geboren am 4. Juli (Born on the Fourth of July)
- 1991: City Slickers – Die Großstadt-Helden (City Slickers)
- 1992: Man Trouble – Auf den Hund gekommen (Man Trouble)
- 1992: Jennifer 8 (Jennifer Eight)
- 1993: This Boy’s Life
- 1994: Hudsucker – Der große Sprung (The Hudsucker Proxy)
- 1994: Natural Born Killers
- 1994: Dumm und Dümmer (Dumb & Dumber)
- 1996: Fargo
- 1996: Kingpin
- 1996: Last of the High Kings (The Last of the High Kings, Summer Fling)
- 1997: Playing God
- 1998: Träume bis ans Ende der Welt (Digging to China)
- 1998: The Big Lebowski
- 1998: Verrückt nach Mary (There’s Something About Mary)
- 1998: Paulie – Ein Plappermaul macht seinen Weg (Paulie)
- 1999: An jedem verdammten Sonntag (Any Given Sunday)
- 2000: O Brother, Where Art Thou? – Eine Mississippi-Odyssee (O Brother, Where Art Thou?)
- 2001: The Man Who Wasn’t There
- 2001: Ghost World
- 2002: Moonlight Mile
- 2002: Catch Me If You Can
- 2003: Flight Girls (View from the Top)
- 2003: Ein (un)möglicher Härtefall (Intolerable Cruelty)
- 2004: Ladykillers (The Ladykillers)
- 2004: Terminal (The Terminal)
- 2005: Verliebt in eine Hexe (Bewitched)
- 2007: Smokin’ Aces
- 2007: No Country for Old Men
- 2007: Von Löwen und Lämmern (Lions for Lambs)
- 2008: Indiana Jones und das Königreich des Kristallschädels (Indiana Jones and the Kingdom of the Crystal Skull)
- 2008: Burn After Reading – Wer verbrennt sich hier die Finger? (Burn After Reading)
- 2009: A Serious Man
- 2010: Iron Man 2
- 2010: True Grit
- 2011: Cowboys & Aliens
- 2012: Zeit zu leben (People Like Us)
- 2013: Gangster Squad
- 2013: Inside Llewyn Davis
- 2014: Interstellar
- 2016: Hail, Caesar!
- 2016: La La Land
- 2017: Battle of the Sexes – Gegen jede Regel (Battle of the Sexes)
- 2018: Aufbruch zum Mond (First Man)
- 2018: The Ballad of Buster Scruggs
- 2020: Antebellum
- 2021: Macbeth (The Tragedy of Macbeth)
- 2022: Babylon – Rausch der Ekstase (Babylon)